# Kréntis
Kréntis är en ort i Grekland.   Den ligger i prefekturen Nomós Evrytanías och regionen Grekiska fastlandet, i den centrala delen av landet, 210 km nordväst om huvudstaden Aten. Kréntis ligger 779 meter över havet och antalet invånare är 307.
Terrängen runt Kréntis är kuperad åt sydväst, men åt nordost är den bergig. Runt Kréntis är det glesbefolkat, med 11 invånare per kvadratkilometer. Närmaste större samhälle är Karpenísi, 18,0 km sydost om Kréntis. I omgivningarna runt Kréntis växer i huvudsak blandskog.